# Zhangzhou
Zhangzhou er en kinesisk by på præfekturniveau i den sydlige del af provinsen Fujian ved Kinas kyst mod Taiwanstrædet og det Sydkinesiske hav. Den ligger ved floden Xi Jiang, og grænser til byerne Xiamen (廈門) og Quanzhou (泉州) mod nordøst, byen Longyan mod nordvest og provinsen Guangdong mod sydvest. Den har et areal på 12,607 km² , og en en befolkning 3.760.000 indbyggere og en befolkningstæthed på 298.2 indb./km² 

## Administration
Bypræfekturet Zhangzhou administerer to distrikter, én by på amtsniveau, og otte amter.
- Longwen distrikt (龙文区)
- Xiangcheng distrikt (芗城区)
- Longhai by (龙海市)
- Changtai fylke (长泰县)
- Dongshan amt (东山县)
- Hua'an amt (华安县)
- Nanjing amt (南靖县)
- Pinghe amt (平和县)
- Yunxiao amt (云霄县)
- Zhangpu amt (漳浦县)
- Zhao'an amt (诏安县)

## Trafik
Kinas rigsvej 319 fører gennem bypræfekturet. Vejen begynder i Xiamen, løber nordvestover gennem provinserne Fujian, Jiangxi, Hunan, og Chongqing, til den ender i Chengdu, hovedstaden i provinsen Sichuan. 

## Udvandringshistorie
Zhangzhou er ophavssted for mange taiwankinesere og udenlandskinesere. En tredjedel af Taiwans befolkning stammer oprindelig fra Zhangzhou. Desuden stammer politikere som Corazon Aquino og Lee Kuan Yew fra denne region.
24°31′N 117°39′Ø / 24.517°N 117.650°Ø